# 25 ~Vingt-Cinq~
Pour les articles homonymes, voir 25 (homonymie).
Albums de Natsumi Abe
2nd ~Shimiwataru Omoi~
(29 mars 2006) Best Selection - 15 Shoku no Nigaoe Tachi
(10 déc. 2008)
Singles
1. Sweet Holic
Sortie : 12 avril 2006
2. Amasugita Kajitsu
Sortie : 4 octobre 2006

 25 ~Vingt-Cinq~  (25 ~ヴァンサンク~, prononcé en français) est un mini album de Natsumi Abe sorti en 2007, son troisième album solo en tout.

## Présentation
L'album sort le 14 mars 2007 au Japon sous le label hachama. Il atteint la 21e place du classement de l'Oricon, et reste classé pendant trois semaines, se vendant à 12 825 exemplaires durant cette période. Il sort aussi dans une édition limitée avec une couverture différente et incluant un DVD en supplément contenant deux des chansons filmées en concert. C'est le premier album de la chanteuse à ne plus être écrit et produit par Tsunku.
C'est un mini-album qui ne contient que sept titres : cinq nouvelles chansons, et les chansons-titres de deux des singles de la chanteuse sortis depuis la parution du précédent album un an auparavant (excluant sa reprise de The Stress) : Sweet Holic et Amasugita Kajitsu. L'une des nouvelles chansons, la chanson-titre 25 ~Vingt-Cinq~ (l'âge de Abe à l'époque), sera remaniée pour figurer fin 2008 sur la compilation Best Selection - 15 Shoku no Nigaoe Tachi, sous le titre 25 ~Vingt-Cinq~ (27 Version.).

## Liste des titres
| 1. | Itoshiki Hito (愛しき人)                   |           |  |
| 2. | Sweet Holic (スイートホリック)             | 6e single |  |
| 3. | Otona e no Elevator (大人へのエレベーター) |           |  |
| 4. | 25 ~Vingt-Cinq~ (25 ~ヴァンサンク~)        |           |  |
| 5. | Kuchibiru de Tomete (くちびるで止めて)     |           |  |
| 6. | Gesshoku no Hikari (月色の光)              |           |  |
| 7. | Amasugita Kajitsu (甘すぎた果実)           | 8e single |  |

| 1. | Amasugita Kajitsu (Live at Shibuya O-East) (甘すぎた果実...) |  |
| 2. | Sweet Holic (Live at Shibuya O-East) (スイートホリック...)   |  |